# Eleccions parlamentàries finlandeses de 1987
Les eleccions parlamentàries finlandeses del 1987 es van celebrar el 16 de març de 1987. El partit més votat fou el socialdemòcrata, però es formà un govern de coalició de dretes i el cap del Partit de la Coalició Nacional, Harri Holkeri fou nomenat primer ministre de Finlàndia.

## Resultats
|                          |                                       |           |        |          |     |  |
| Partit                   | Partit                                | Vots      | %      | Escons   | +/– |  |
|                          | Partit Socialdemòcrata                | 695,331   | 24.14  | 56 / 200 | 1   |  |
|                          | Partit de la Coalició Nacional        | 666,236   | 23.13  | 53 / 200 | 9   |  |
|                          | Partit del Centre                     | 507,460   | 17.62  | 40 / 200 | 2   |  |
|                          | Lliga Democràtica Popular Finlandesa  | 270,433   | 9.39   | 16 / 200 | 10  |  |
|                          | Partit Rural Finlandès                | 181,938   | 6.32   | 9 / 200  | 8   |  |
|                          | Partit Popular Suec                   | 152,597   | 5.30   | 12 / 200 | 2   |  |
|                          | Alternativa Democràtica               | 122,181   | 4.24   | 4 / 200  | Nou |  |
|                          | Verds                                 | 115,988   | 4.03   | 4 / 200  | 2   |  |
|                          | Lliga Cristiana                       | 74,209    | 2.58   | 5 / 200  | 2   |  |
|                          | Partit dels Pensionistes              | 35,100    | 1.22   | 0 / 200  | Nou |  |
|                          | Partit Popular Liberal                | 27,824    | 0.97   | 0 / 200  | Nou |  |
|                          | Liberals per Åland - Socialdemòcrates | 7,019     | 0.24   | 1 / 200  | Nou |  |
|                          | Partit Popular Constitucional         | 3,096     | 0.11   | 0 / 200  | 1   |  |
|                          | Centre d'Åland - Frisinnad Samverkan  | 1,843     | 0.06   | 0 / 200  | Nou |  |
|                          | Åland Lliure                          | 539       | 0.02   | 0 / 200  | Nou |  |
|                          | Altres                                | 18,299    | 0.64   | 0 / 200  | 1   |  |
| Total                    | Total                                 | 2,880,093 | 100    | 200      | =   |  |
|                          |                                       |           |        |          |     |  |
| Vots vàlids              | Vots vàlids                           | 2,880,093 | 99.47  |          |     |  |
| Invàlids / en blanc      | Invàlids / en blanc                   | 15,395    | 0.53   |          |     |  |
| Vots totals              | Vots totals                           | 2,895,488 | 100.00 |          |     |  |
| Votants Registrats       | Votants Registrats                    | 4,017,039 | 72.08  |          |     |  |
| Font: Tilastokeskus 2004 |                                       |           |        |          |     |  |